# گرین بی پلویت
گرین بی پلویت (به لاتین: Green Bay Pluit) یک ساختمان در اندونزی است که در Jl. Pluit Karang Ayu, Pluit, Jakarta, Indonesia واقع شده‌است.